# Sociedad Nacional de Minería, Petróleo y Energía
La Sociedad Nacional de Minería, Petróleo y Energía (SNMPE) es una organización empresarial constituida como una Asociación Civil con fines de lucro, que asocia a las personas jurídicas vinculadas a las actividades minera, de hidrocarburos y eléctrica.
La sociedad opera bajo autorización del Gobierno mediante Decreto Supremo de 22 de mayo de 1896. Está inscrita en la Partida Electrónica N° 01782029 del Registro de Personas Jurídicas de Lima.

## Misión
En relación con las actividades productivas:
- Impulsar que el desarrollo de las actividades minera, de hidrocarburos y eléctrica, se ejecute mediante el aprovechamiento sostenible de los recursos naturales y el desarrollo social, respetando la legislación vigente.
- Desarrollar y buscar que estas actividades se realicen en forma cada vez más competitiva.
- Ser el referente y la opinión autorizada en los temas relacionados con los sectores de minería, de hidrocarburos y electricidad.
- Fomentar el desarrollo eficiente de las actividades minera, de hidrocarburos y eléctrica.
- Canalizar ante los Poderes Públicos los intereses institucionales de sus Asociados.
- Representar a los Sectores ante instituciones y personas jurídicas públicas y privadas.

En relación con la Inversión:
- Prestar su asesoría técnica a los Poderes Públicos e instituciones públicas o privadas que así lo requieran.
- Promover el aprovechamiento sostenible de los recursos naturales.
- Construir una buena reputación de los Sectores que la Sociedad representa.
- Promocionar los Sectores que la Sociedad representa entre inversionistas, autoridades y la sociedad civil en su conjunto.

En relación con la Educación y Cultura productiva:
- Difundir información relevante y objetiva, general y especializada, sobre los Sectores a los distintos grupos de interés.
- Contribuir al mejor entendimiento de los Sectores.
- Trabajar para contribuir con el desarrollo sostenible del país.[2]

## Finalidad
- Promover el desarrollo de las actividades minera, de hidrocarburos y eléctrica, y sus actividades auxiliares y de servicios, a través del aprovechamiento sostenible de los recursos naturales, aportando a la conservación del ambiente y el desarrollo social,
- Fomentar la inversión en estos sectores productivos para la generación de los recursos económicos y financieros que la Nación requiere;
- Desarrollar actividades educativas y culturales en relación con estas actividades productivas
- Promover y defender la economía de mercado y la competitividad en sus sectores.

## Organización Actual
| Cargo                                   | Titular                            |
| --------------------------------------- | ---------------------------------- |
| Presidente                              | Manuel Fumagalli Drago             |
| Vicepresidente del Sector Minero        | José Augusto Palma García-Zapatero |
| Vicepresidente del Sector Hidrocarburos | Guillermo Ferreyros Cannock        |
| Vicepresidente del Sector Eléctrico     | Carlos Caro Sánchez                |
| Director Tesorero                       | Roberto Huby Guerra                |
| Directora Secretaria                    | Julia Torreblanca Marmanillo       |

## Historia
La Sociedad Nacional de Minería Petróleo y Energía se creó el 22 de mayo de 1896, bajo el nombre primigenio de Sociedad Nacional de Minería. En esa fecha, mediante Decreto Supremo, el gobierno de Nicolás de Piérola Villena aprobó la división de la entonces Sociedad Nacional de Agricultura y Minería en tres organizaciones diferentes e independientes: de Minería, de Agricultura y de Industrias.
Una comisión se encargó de redactar el reglamento y convocar a elecciones para formar el directorio. Dicha delegación estuvo integrada por Elías Malpartida en representación de los mineros de Cerro de Pasco, quien posteriormente sería designado primer presidente de la Sociedad; Federico Gildemeister, por el distrito de Yauli (Huancavelica); Jacobo Backus, por la zona de Casapalca (Lima); Herman Gaffron, por las minas de Huaraz; Eduardo de Habich, como director de la Escuela de Ingenieros; y Alejandro Garland, quien sería el coordinador de las relaciones con el gobierno.
En su libro Hombres, Minas y Pozos, el historiador Luis Jochamowitz recuerda que al poco tiempo de ser fundada, la institución gremial recibió el encargo del Ministerio de Fomento de presentar un proyecto de Código de Minería, el mismo que fue presentado oficialmente en enero de 1897, pasando por varias revisiones hasta su aprobación en 1900. El nuevo código ordenaba la dispersa legislación de la época, aseguraba la propiedad y estimulaba la inversión.
En el año 1902, bajo la presidencia de José María de la Torre, el gremio minero se convirtió en un órgano de consulta del gobierno y durante los próximos 15 años elaboró diversas publicaciones especializadas. Por ese entonces se discutía la conveniencia de vender a capitales de los Estados Unidos de América el conjunto de minas ubicadas en el departamento de Pasco. Hasta que finalmente se concretó la venta y nació la Cerro de Pasco Mining Company. Lo primero que hizo la nueva compañía fue convertir una multitud de minas independientes en un conjunto organizado. «Sobre predios de la hacienda Tinyahuarco, en las afueras del pueblo de Cerro de Pasco, la compañía comenzó a edificar una gigantesca fundición que marcó la pauta de una nueva clase de empresa minera que operaba en Latinoamérica», explica Jochamowitz.
Durante la década de los treinta se vivió el renacimiento de las compañías mineras nacionales, lo que impulsó el resurgimiento de la Sociedad Nacional de Minería. El 6 de mayo de dicho año se conforma un directorio con la presidencia de Eulogio Fernandini Clotet, junto a Severino Marcionelli, Héctor Boza, Dante Castagnola, Gustavo D´Auriol, Manuel B. Llosa, Federico Milne, Jorge Félix Remy y Fernando Wiese. Posteriormente, por resolución suprema del 26 de julio de 1940, el gobierno de Manuel Prado Ugarteche reconoce oficialmente a la Sociedad Nacional de Minería como la institución representativa del gremio.
Como resultado de la Segunda Guerra Mundial, en 1941, las grandes potencias impusieron el control de precios sobre las materias primas. Por ello, la incertidumbre de los mercados, el control de los precios y los problemas de transporte y aprovisionamiento figuraron en la agenda de la Sociedad. «Entre 1941 y 1942 estos asuntos eran discutidos intensamente, aunque era claro que un arreglo final pasaba necesariamente por un acuerdo político hemisférico», precisa el investigador.
La década de los cincuenta marcó el inicio del auge de las exportaciones, alentadas por la dación del Código de Minería  (Decreto Ley N°11357) en 1950 y la Ley de Petróleo N°11780 de 1952, ambos promulgados durante el gobierno del general Manuel Odría Amoretti. La Sociedad Nacional de Minería y Petróleo, como entidad representativa del gremio, aportó opiniones y sugerencias durante la elaboración del Código, el mismo que fue promulgado el 12 de mayo. El presidente de la Sociedad Nacional de Minería y Petróleo de la época, Edgardo Portaro, calificó al Código como «un documento sencillo, moderno, justo y completamente de acuerdo con nuestra realidad». La ley tuvo un indudable efecto promocional sobre la actividad que quedó registrado en la estadística minera. Hacia 1956 la producción atravesaba un nuevo periodo de auge. «El cobre y la plata duplicaron sus volúmenes de producción, mientras que el zinc y el plomo prácticamente los triplicaron», acota Jochamowitz.
En 1968, un golpe de Estado por el general Juan Velasco Alvarado dio inicio a una dictadura militar que duró 12 años. En junio de 1971 el gobierno puso en vigencia el Decreto Ley N°18880, el cual derogó el Código de Minería del año 1950. La tensa relación entre el gobierno y los productores mineros se dejó sentir en 1974, cuando el gobierno expropió la Cerro de Pasco Corporation y retiró los términos «Nacional» y «Petróleo» del nombre oficial de la Sociedad. Por varios años, la antigua institución llevó el nombre de Sociedad de Minería.
Con la llegada de Fernando Belaúnde Terry a la presidencia del Perú, en junio de 1981, el gobierno democrático promulgó la Ley General de Minería mediante Decreto Legislativo N°109 y derogó el Decreto ley N°18880. Además, se restituyó a la institución gremial su denominación de Sociedad Nacional de Minería y Petróleo.
En la década de los ochenta e inicios de los noventa la actividad mineroenergética sufrió una serie de atentados terroristas. En febrero de 1987, la organización Sendero Luminoso efectuó un atentado contra un local de la empresa minera Southern Perú Copper Corporation en Lima y luego contra la sede de la Sociedad Nacional de Minería y Petróleo, lo que se repitió hasta en tres oportunidades.
Durante los primeros años del régimen de Alberto Fujimori Fujimori, se logró controlar la hiperinflación y se dieron pasos decisivos para la lucha contra el terrorismo. Todos estos factores permitieron impulsar las inversiones en nacionales y extranjeras en minería, hidrocarburos y electricidad. En 1997, teniendo en consideración la importancia que habían logrado las inversiones energéticas, Hans Flury, presidente de la Sociedad Nacional de Minería y Petróleo propuso la modificación de la razón social de la institución. En 1998, al haberse incorporado ya en estatutos el término «Energía», la institución pasó a denominarse Sociedad Nacional de Minería, Petróleo y Energía (SNMPE).

## Publicaciones
- Desde Adentro, Revista institucional de la SNMPE con la información y análisis del sector mineroenergético[7]
- Síntesis Noticiosa SNMPE, información diaria de lo publicado por la prensa escrita sobre el sector mineroenergético
- Reporte Estadístico Mineroenergético - REM
- SNMPE Desde el Congreso
- Boletín Estadístico Mensual - BEM
- Informe Quincenal, sobre temas de interés de los sectores de minería, hidrocarburos y electricidad[8]
- Infoclima, reporte climatológico
- Otras publicaciones editadas por el sello editorial de la SNMPE.

## Código de Conducta
Empresarios de los sectores de minería, hidrocarburos y energía de Perú suscribieron el código de conducta a través de la SNMPE, que garantiza el desarrollo de sus actividades productivas con responsabilidad legal, social y ambiental.
El código tiene como principios el respeto y cumplimiento de las leyes y sus reglamentos, ética en los negocios, responsabilidad social, uso responsable y cuidado de los recursos naturales, trabajo eficiente y seguridad para los trabajadores, respeto a las diversidades étnicas y diálogo permanente con la sociedad civil.
En caso de que alguno de sus asociados incumpla los compromisos de este código, la SNMPE procede a suspenderlo, y en caso de que la transgresión continúe, procede a separarlo del gremio, tal y como ocurrió en el año 2010 con la compañía minera Doe Run Perú, debido a los continuos incumplimientos con su programa de manejo ambiental, en perjuicio de la población de La Oroya (Departamento de Junín), sus trabajadores y de la nación peruana.

## Presidentes
- Elías Malpartida Franco (1896-?)
- José María de la Torre
- Eulogio Fernandini Clotet
- Edgardo Portaro
- Alejandro Garland von Lotten
- Alberto Brazzini Walde (1953-1954)
- Alberto Brazzini Walde (1960)
- Alberto Brazzini Walde (1965-1966)
- Andrés Bravo Bresani (1985-1986)
- Augusto Baertl Montori (1986-1987)
- Reynaldo Gubbins Granger (1988-1989)
- Luis Rodríguez-Mariátegui y Proaño (1989-1990)
- Augusto Baertl Montori (1991-1992)
- Roque Benavides Ganoza (1993-1994)
- Walter Sologuren (1995-1996)
- Hans Flury Royle (1997-1998)
- Víctor Sanz Parra
- Hans Flury Royle (1997-1998)
- Augusto Baertl Montori (1999-2000)
- Ricardo Briceño Villena (2001-2002)
- José Miguel Morales Dasso (2003-2004)
- Carlos del Solar Simpson (2005-2006)
- Ysaac Cruz Ramírez (2007-2008)
- Hans Flury Royle (2009-2011)
- Pedro Martínez Carlevarino (2011-2012)
- Eva Arias de Sologuren (2013-2015)
- Carlos Gálvez Pinillos (2015-2016)[11]
- Luis Marchese Montenegro (2017-2019)
- Manuel Fumagalli Drago (2019-2020)
- Raúl Jacob Ruisánchez (2021-2022)
- Víctor Gobitz Colchado (2023-2024)